# Gotthard Heinrici

Gotthard Heinrici namnteckning.

Gotthard Heinrici, född 25 december 1886 i Gumbinnen, Ostpreussen, död 13 december 1971 i Waiblingen, Baden-Württemberg, var en tysk militär och generalöverste i heer under andra världskriget.
Heinrici erhöll Riddarkorset av Järnkorset med eklöv och svärd 1945. Han var kusin till Gerd von Rundstedt.

## Bakgrund
Familjen Heinrici hade två barn, en flicka och en pojke, och Gotthard Heinrici fick en luthersk uppfostran. Han påbörjade sin militära karriär 1905 och tjänstgjorde i ett infanteriregemente. Under första världskriget sårades han vid Verdun och påbörjade efter det generalstabsutbildningen. Han tillbringade krigets sista år i olika stabstjänster. Efter kriget deltog han i en frivilligdivision som svarade för gränsskyddet i Ostpreussen. Därefter gick han med i Reichswehr. 
Under mellankrigstiden hade Heinrici flera olika tjänster och den 12 oktober 1937 fick han befälet över 16. Infanterie-Division. När andra världskriget bröt ut låg divisionen förlagd vid den inaktiva västfronten. Heinrici fick den 31 januari 1940 temporärt befälet över VII. Armeekorps som även den bevakade Tysklands västra gräns. I april fick han befälet över XII. Armeekorps som han ledde under slaget om Frankrike. 
Efteråt fick Heinrici befälet över den relativt nyuppsatta kåren XXXXIII. Armeekorps. Den var förlagd till kanalkusten och ägnade sig åt ockupationstjänst och utbildning innan den i maj 1941 förflyttades till Generalguvernementet som en del av förberedelserna inför den tyska invasionen av Sovjetunionen, operation Barbarossa. Hans kår var en del av Armégrupp Mitt och stred bland annat vid Smolensk och Kiev. Heinrici erhöll den 18 september 1941 Riddarkorset. 
Gotthard Heinricis kår var en del av 4. Armee och körde fast i striderna utanför Moskva, operation Tyfon. En sovjetisk motoffensiv följde och den 20 januari 1942 fick han befälet över hela armén. Under denna tid utvecklade han en framgångsrik försvarstaktik som gick ut på att enbart mindre styrkor skulle befinna sig i främsta linjen när fiendens anfall kom. Istället skulle huvuddelen av försvarsstyrkorna smyga sig tillbaka till en försvarslinje några kilometer bakom den främsta linjen. Då skulle det inledande fientliga artilleribombardemanget slå mot i princip tomma ställningar. Därefter kunde man göra kraftfulla motanfall. 
Heinricis 4. Armee befann sig de följande åren i området utanför Moskva. Den 23 november 1943 nämndes han i Wehrmachtbericht efter att lett en framgångsrik försvarsstrid väster om Smolensk. Dagen efter erhöll han även eklöven till sitt riddarkors för sina samlade insatser under försvarstriderna under sommaren och hösten 1943. 
För sin insats i försvarsstriderna vid Orsja rekommenderades Heinrici i maj 1944 för svärden till sitt riddarkors, men det avslogs av OKW. I början av juni blev han svårt sjuk och tvingades lämna sin post. När han tillfrisknat fick han i mitten av augusti befälet över 1. Panzerarmee. Heinrici kom att leda denna armé fram till den 19 mars 1945 och under stora delar av denna tid var 1. ungerska armén underställd honom och hans förstärkta förband benämndes Armeegruppe Heinrici. Han ledde förband i Ukraina, Polen och Slovakien. Den 3 mars 1945 förlänades han med svärden till sitt riddarkors. 
Heinrici blev armégruppsbefälhavare när han den 20 mars 1945 ersatte Heinrich Himmler som befälhavare för Armégrupp Weichsel. Han ledde armégruppen under slutstriderna på östfronten och avskedades den 29 april av generalfältmarskalk Wilhelm Keitel för att utan tillstånd ha genomfört ett tillbakadragande. Han skulle ha ställts inför krigsdomstol, men Hitlers efterträdare Karl Dönitz ignorerade det tidigare beslutet. 
Gotthard Heinrici överlämnade sig till brittiska styrkor den 28 maj 1945 och kvarhölls i fångenskap till maj 1948.

## Befäl
- 16. Infanterie-Division: 12 oktober 1937 – 31 januari 1940
- XII. Armeekorps: 8 april – 18 juni 1940
- XXXXIII. Armeekorps: 18 juni 1940 – 20 januari 1942
- 4. Armee: 20 januari 1942 – maj 1944
- 1. Panzerarmee: 16 juni 1944 – 20 mars 1945
- Armégruppe Weichsel: 21 mars – 29 april 1945

## Utmärkelser

### Första världskriget
- Järnkorset av andra klass – september 1914
- Järnkorset av första klass – 1915

### Andra världskriget
- Järnkorset av andra klass –
- Järnkorset av första klass –
- Riddarkorset – 18 september 1941
  - Med eklöven – 24 november 1943
  - Med svärden – 3 mars 1945
- Nämnd i Wehrmachtbericht – 23 november 1943

### Webbkällor
- Lexikon der Wehrmacht